# 芬蘭議會
芬蘭議會（芬蘭語： 或 ），是芬蘭共和國的一院制國會。
議會有200名成員，於首都赫爾辛基的議會大廈開會。最新議會選舉於2023年4月2日舉行。
议会的职责和权力是颁布芬兰法律，核准国家预算，批准国际条约，并监督政府。议会还负责推选总理和批准政府计划。政府计划是政府与会各方商定的行动计划，它提出了新政府面临的主要任务。
芬兰是一个多党制国家。多党制的一个特点是，单独一个政党在议会选举中赢得绝对多数的可能性很小，因此，各政黨常組成联合政府，以此来赢得议会的支持。一般在议会占多数席位政党的领袖将成为总理。
近几十年来，三大主要政党是一直温和保守的民族联合党、社会民主党和芬兰中间党。在2011年芬兰议会选举中，正统芬兰人党显著崛起成为议会第三大党。

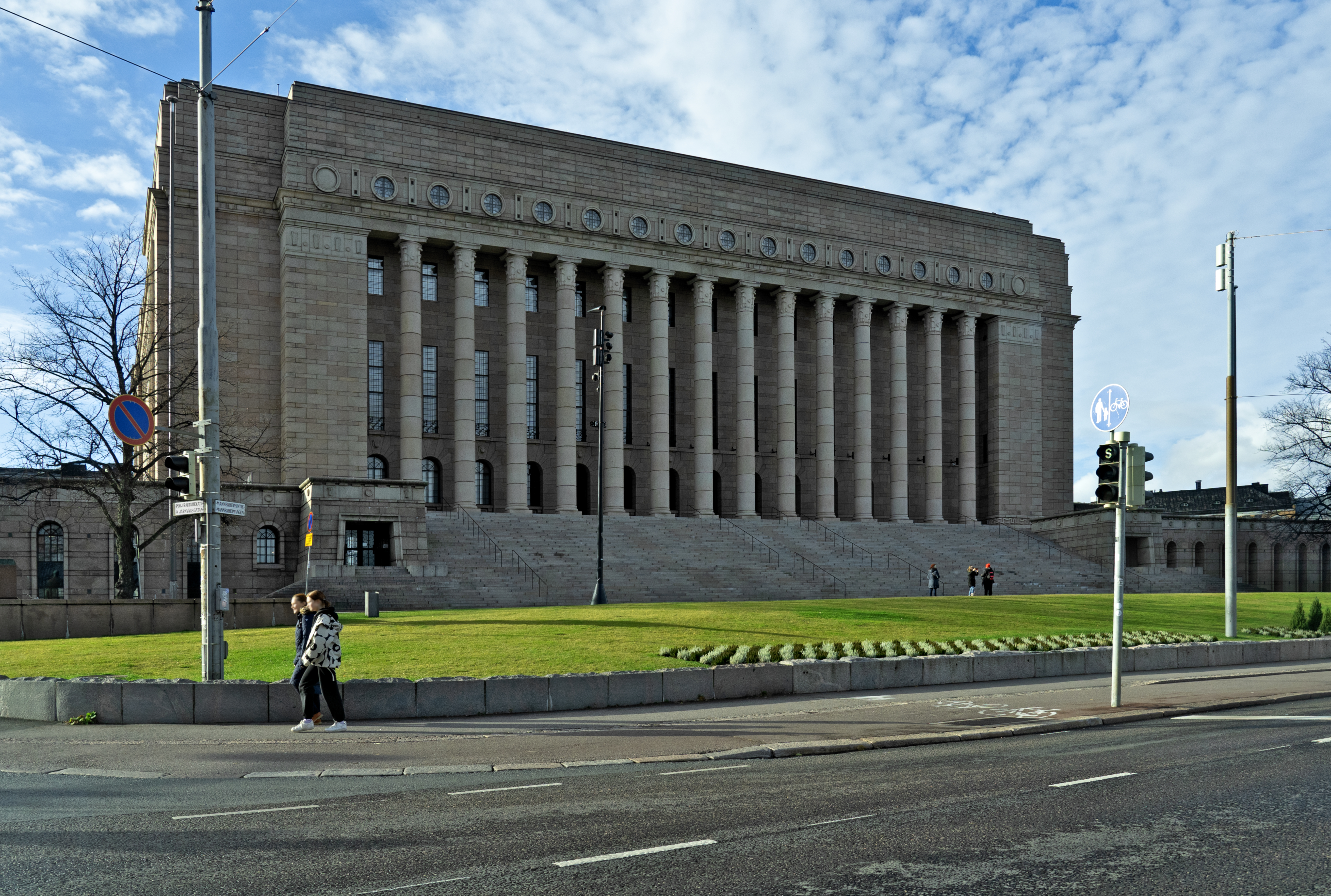
议会大厦正面，2021年10月
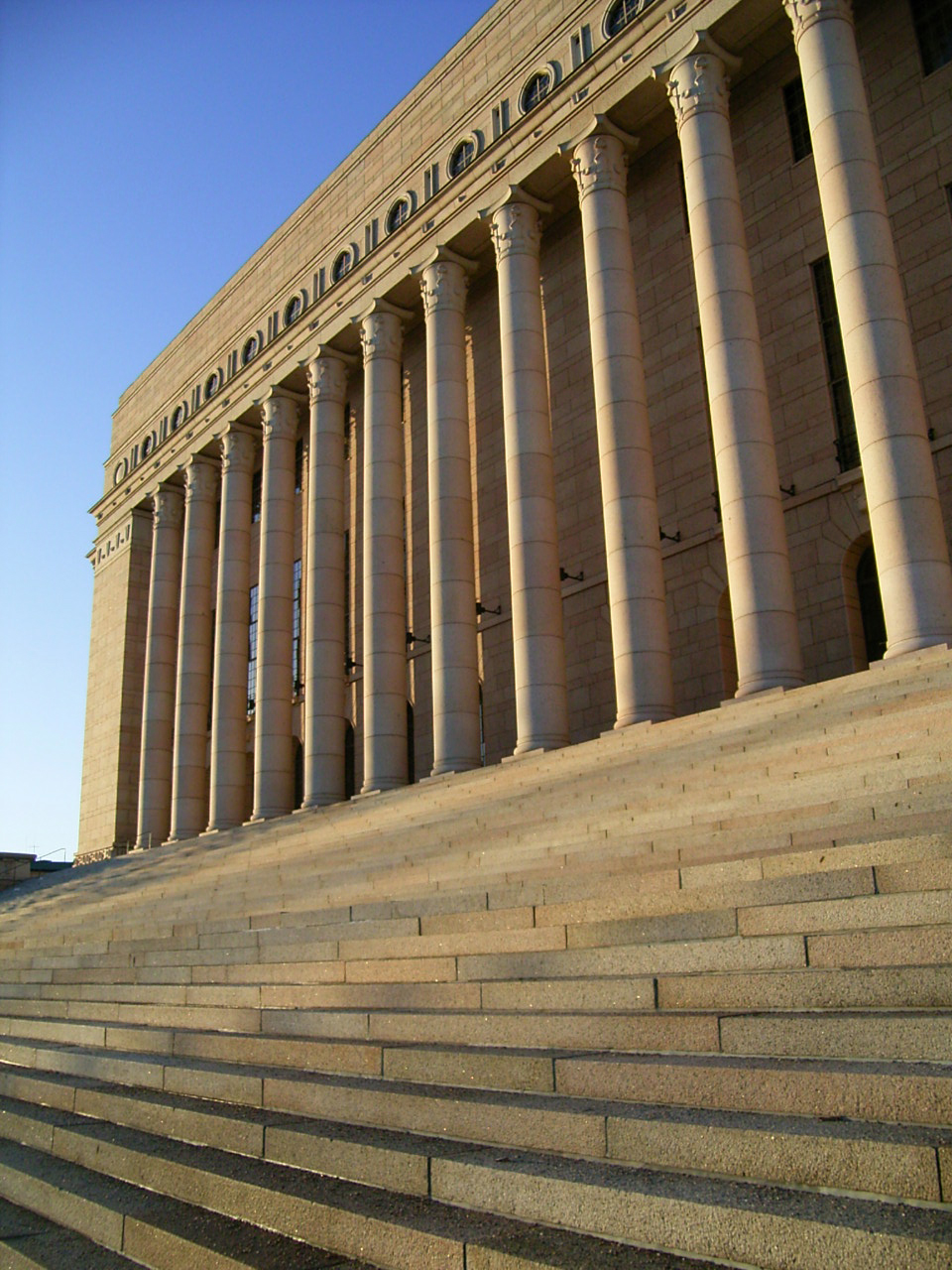
议会大厦，2006年11月